# Irina Miroshnichenko
Irina Miroshnichenko (24 de julio de 1942 - 3 de agosto de 2023) fue una actriz y cantante rusa. 

## Biografía
Hija de Catherine Miroshnichenko y Pyotr Vainshtein.
En 1961 ingresó en la Escuela de Teatro de Arte de Moscú y participó en cine y teatro. En su tercer año, hizo su debut cinematográfico en la película Walking the Streets of Moscow de Georgy Danelia.
Contrajo matrimonio con Mijaíl Shatrov en 1960 hasta 1972, con Vytautas Žalakevičius desde 1972 hasta 1972 y con Igor Vasiliev desde 1975 hasta 1980.
Falleció el 3 de agosto de 2023 a los 81, años en Moscú.

## Filmografía
- 1964,  Caminando por las calles de Moscú como Katya
- 1966,  Andréi Rubliov  como María Magdalena
- 1966,  Regata Real como Violetta
- 1967,  Nikolay Bauman como Nadezhda Bauman
- 1968,  El error del agente secreto como Rita
- 1970,  Tío Vanya como Yelena Serebryakova
- 1970,  Misión en Kabul como Marina Arkadyevna Luzhina
- 1971,  Un soldado regresó del frente como Vera Kurkina
- 1973,  Esa dulce palabra: ¡Libertad! como María
- 1976,  Confianza como Maria Andreyeva
- 1976,  ... Y otros funcionarios como Inna
- 1981,  ¿Podría uno imaginar? como Lyudmila Sergeevna
- 1981,  El viejo año nuevo como Klava Poluorlova
- 1983,  Declararse culpable como Viktoria Pavlovna
- 1990,  Cereza de invierno 2 como Julia.

## Orden de Honor
- 1998, Orden de la Insignia de Honor
- 1971, Cuarto grado de la Orden al Mérito por la Patria
- 2008, Orden de la Amistad
- 2015, Artista del Pueblo de la RSFSR.
- 1988, Artista de Honor de la RSFSR
- 1976, Tercer grado de la Orden al Mérito por la Patria